# Xilinx Netlist Format
Xilinx Netlist Format (XNF) – język opisu sprzętu (Hardware Description Language) w sferze projektowania obwodów elektronicznych, opracowany przez firmę Xilinx, Inc.
Narzędzia tworzone przez Xilinx wykorzystują XNF w architekturze FPGA (field-programmable gate array). Istnieją konwertery języka do innych szeroko wykorzystywanych języków HDL, np. do Verilog (xnf2ver), tak więc projektanci mogą używać znanych sobie narzędzi do tworzenia projektów matryc komórek logicznych. Dodatkowo, XNF może być przekonwertowany do postaci języka wejściowego rozmaitych symulatorów logicznych.